# Gem et smil Katrine
Gem et smil Katrine er en dansk kortfilm fra 2001 med instruktion og manuskript af Morten Hartz Kaplers.

## Handling
Pigen vil ikke tale.